# Serhiy Valyayev
Serhiy Valyayev pouvant s'écrire Sergiy Valyaev, né le 16 septembre 1978, est un footballeur ukrainien qui évoluait au poste de milieu de terrain reconverti comme entraîneur.

## Biographie

### En club
Serhiy Valyayev joue une grande partie de sa carrière Dniepropetrovsk, un club de milieu de tableau du championnat Ukrainien.
Puis après une lourde blessure en 2005, il signe au Metalist Kharkiv, où il devient international ukrainien pour la 1re fois de sa carrière.
Le 26 février 2009, il marque en Coupe d'UEFA son 1er but européen contre la Sampdoria Gênes (2-0).

### En sélection
Il obtient sa première cap avec l'Ukraine contre la Norvège le 19 novembre 2008. Il marque son premier but dès son deuxième match avec l'Ukraine lors du tournoi de Chypre le 10 février 2009 contre la Slovaquie.

## Buts en sélection
|    | Date            | Lieu                               | Adversaire | Résultat | Compétition       |
| -- | --------------- | ---------------------------------- | ---------- | -------- | ----------------- |
| 1. | 10 février 2009 | Stade de Tsirion, Limassol, Chypre | Slovaquie  | 3-2      | Tournoi de Chypre |